# Dragon Ball Z: Burst Limit
Dragon Ball Z: Burst Limit (ドラゴンボールZ バーストリミット Doragon Bōru Zetto Bāsuto Rimitto?) es un videojuego de lucha para PlayStation 3 y Xbox 360 basado en el anime Dragon Ball Z. El videojuego fue desarrollado por Dimps y publicado en Norteamérica y Australia por Atari, y en Japón y Europa por Namco Bandai bajo la etiqueta Bandai. Fue lanzado en Japón el 5 de junio de 2008, en Europa el 6 de junio de 2008, en América del Norte el 10 de junio de 2008 y en Australia el 3 de julio de 2008.
El videojuego le permite al jugador la oportunidad de dejar que su personaje combata a otros personajes controlados por la IA del videojuego, u otro jugador tanto en línea como en modo local, dependiendo del modo de juego que elija el jugador o los jugadores. El modo de historia del videojuego, "Z Chronicles", permite a los jugadores revivir los puntos clave de las tres sagas dentro de la historia de Dragon Ball con la ayuda de elementos llamados Drama Pieces que dan lo que se ha llamado una inmensa experiencia de Dragon Ball. El videojuego se convirtió en uno de los títulos mejor valorados para PlayStation 3 y fue nominado para un premio Spike Video Game como el mejor juego de lucha.

## Jugabilidad
La presentación de combate del juego se muestra en formato 2D. Los jugadores toman el control y luchan como uno de los personajes de la serie Dragon Ball Z. Los jugadores también tienen la posibilidad de asociarse con otro personaje dentro del juego, similar a los videojuegos de lucha de Capcom y SNK. Sin embargo, a diferencia de esos videojuegos, los personajes asistentes no pelean, sino que ofrecen diversos beneficios durante la batalla.
Otra habilidad de ataque es el modo Aura Spark; en este modo, los jugadores pueden utilizar ataques más fuertes, pero esto eventualmente agotará el ki del jugador. A diferencia de los videojuegos anteriores de la serie, los jugadores no tienen la capacidad de cargar su ki. En cambio, el medidor se rellena con el tiempo.
Tomando el lugar de Skill Capsules hay elementos llamados Drama Pieces. Aparecen en forma de cinemáticas que pueden afectar la jugabilidad y el resultado general de la batalla; algunas pueden hacer que el personaje reciba un Senzu Bean de su compañero para recuperar salud salud, que aumente la defensa o el ataque del personaje, o que su compañero salte al escenario para bloquear. Las Drama Pieces solo pueden activarse cuando se alcanzan ciertos logros.
Uno de los principales modos de juego del juego es el "Z Chronicles", que le permite al jugador la oportunidad de revivir los puntos importantes de la saga Saiyan hasta el arco de la historia de los Cell Games. También hay dos historias exclusivas dentro de este modo. La primera donde Bardock derrota a Freezer y se encuentra misteriosamente en la Tierra actual, y la segunda donde Broly viaja a la Tierra en busca de Goku. Otro modo de juego es el modo de prueba, donde los jugadores tienen la opción de tres tipos de desafíos: el Modo de Supervivencia, donde los jugadores deben luchar contra una ola de oponentes mientras dure su salud, el Modo Timeattack, donde el jugador debe vencer los oponentes antes de que se agote una cierta cantidad de tiempo, y el Modo de Puntos de Batalla, donde los jugadores deben ganar Puntos de Batalla en dicha batalla.
El juego presenta un modo en línea donde los jugadores luchan contra otros jugadores a nivel local o internacional, y también publican sus puntuaciones más altas de los diferentes modos de juego.

### Personajes
De acuerdo al sitio oficial, en el videojuego están disponibles los siguientes personajes:
| - Son Gokū - Gohan niño - Gohan adolescente - Piccolo - Krilin - Yamcha | - Tenshinhan - Trunks - Vegeta - Nappa - Raditz | - Saibaiman - Freezer - Capitán Ginyū - Recoome - Cell | - Androide #16 - Androide #17 - Androide #18 - Bardock - Broly |

## Desarrollo
El videojuego se anunció por primera vez en la edición de diciembre de 2007 de la revista V Jump. Se afirmó que el videojuego utilizaría mecánicas de combate en 2D, las cinemáticas afectarían la jugabilidad en general y que se lanzaría para las videoconsolas PlayStation 3 y Xbox 360 al año siguiente en Japón. La edición de enero de V Jump presentaba información sobre algunas de las mecánicas y reglas de batalla del videojuego. El 16 de enero, Atari emitió un comunicado de prensa anunciando que distribuirían el videojuego en América del Norte y que mantendría el título Burst Limit. La edición de febrero de V Jump reveló que el modo historia del videojuego se extendería al menos hasta la saga de Cell. Más tarde ese mes, se presentó una demostración inicial del videojuego en la Game Developers Conference de 2008. Se reveló que el videojuego incluiría al elenco de voces en inglés y japonés y que se esperaba que se lance en algún momento del tercer trimestre. Una extensión de la edición de marzo de V Jump reveló que el videojuego presentaría al menos treinta y cinco personajes jugables y trece escenarios de batalla. Algunas de las etapas destacadas son la arena de Cell, el planeta Namek inestable y la órbita de la Tierra. También se revelaría la carátula y la fecha de lanzamiento japonesa para el 6 de junio. Otra extensión en la edición de abril de V Jump discutió más sobre el sistemas de batalla y el apartado visual. En mayo, se lanzó una demo jugable del videojuego en el Bazar Xbox Live y PlayStation Network. El 10 de junio, Atari emitió otro anuncio afirmando que habían enviado copias del videojuego a las tiendas minoristas en toda América del Norte. Más tarde ese mes, el videojuego se dio a conocer en la New York Comic Con para una demostración práctica.
Según el productor Yasuhiro Nishimura, el videojuego no es un videojuego de lucha, sino simplemente "un videojuego de Dragon Ball Z". La idea no era hacer un videojuego que sería otra licencia para sacar solo beneficios, sino un videojuego que podría llevarse a cabo con tanto prestigio como el manga y el animé. En las propias palabras Nishimura para una entrevista radial «Queremos que esta sea una nueva expresión de Dragon Ball Z, no solo una extensión». Naoki Eguchi de Namco Bandai Europe declaró que las versiones de PS3 y Xbox 360 se produjeron simultáneamente y que la jugabilidad fue similar al Budokai 3 con nuevas mejoras integradas. Continuó diciendo que estaban muy contentos con los sombreadores ya que permitieron lograr «"expresiones de animé de alta calidad" y nos permitieron crear animaciones dramáticas». Luego señalaba: «No pretendemos ser "realistas", sino mantener un estilo de "animé"de alta calidad». El coproductor Yasu Nishimura declaró que Shueisha se involucró con ideas para el desarrollo del videojuego. Los desarrolladores también querían poner énfasis en los tamaños de los personajes. Los personajes pequeños como Krillin y Gohan niño se mueven rápidamente, mientras que los personajes más grandes como Broly se mueven más despacio.

## Banda sonora
El compositor Kenji Yamamoto regresó para proporcionar la música del videojuego. Se crearon hasta 26 piezas de composición para el videojuego. Estos fueron grabados con 59 Laboratories en 59 Studio. La canción "Kiseki no Honō yo Moeagare!" y su contraparte inglesa "Fight it Out" fueron escritos por Yuriko Mori y Kanon Yamamoto (Canon) respectivamente, e interpretados por el vocalista de J-pop Hironobu Kageyama. 24 de las 26 piezas fueron agrupadas y lanzadas como Dragon Ball Z: Burst Limit Original Soundtrack por Lantis el 27 de agosto de 2008. Ambas versiones de la canción se combinaron con la canción "Super Survivor" de Dragon Ball Z: Budokai Tenkaichi 3 y lanzada por Lantis el 28 de julio de 2008.

## Recepción
Tras su lanzamiento inicial, la versión de PS3 se convirtió en el videojuego más vendido en Japón por tres meses. Derrotando a su homólogo de Xbox 360, que llegó a los doce meses, y otros juegos como Mario Kart Wii, que llegó a los cuatro meses, y Ninja Gaiden II, que entró a los ocho meses. Atari informó que el videojuego junto con Alone in the Dark ayudaron a aumentar las ventas netas de la compañía. El videojuego fue nominado para los Spike Video Game Awards como mejor videojuego de lucha, pero perdió contra Soulcalibur IV.
Junto a sus ventas, el videojuego recibió críticas positivas de varios críticos de videojuegos. GameRankings y Metacritic le dieron un puntaje de 73% y 72 de 100 para la versión de Xbox 360, y 72% y 71 de 100 para la versión de PlayStation 3. Chris Roper de IGN consideró que la mecánica de combate era "simple y profunda", pero tenía problemas en que muchos de los personajes y etapas eran similares entre sí. Will Herring de GamePro elogió el apartado visual del videojuego y sintió que las Drama Pieces se integraron bien junto al Z Chronicles. Sin embargo, afirmó que no parecían funcionar bien cuando se aplicaba al modo multijugador. Justin Calvert de GameSpot afirmó que el apartado visual y la animación impresionarían a los jugadores habituales, a pesar de que se refiere a los entornos como insípidos. Continuó, diciendo que «el aspecto general de Burst Limit es definitivamente mayor que la suma de sus partes». Phil Theobald de GameSpy sintió que la falta de contenido hizo que la versión de Xbox360 del videojuego se sintiera un poco superficial, pero lo llamó un videojuego de lucha de calidad con un motor de juego mejorado que no podía ser negado. GameTrailers elogió la misma versión llamándola "un paquete bien redondeado en forma de lucha", mientras mantiene su ritmo con un montón de modos de juego. También afirmaron que su profundidad podría no agradar a los jugadores hardcore, pero los fanáticos o los jugadores que buscan un luchador fácil de usar podrían disfrutarlo. Dakota Grabowski de GameZone declaró que la versión de Xbox360 era un excelente videojuego con algunos inconvenientes, como la falta de personajes y un modo multijugador en línea poco refinado, pero consideró que el videojuego fue un éxito crítico. Matt Cabral, de la Official Xbox Magazine, elogió los controles y el apartado visual. También afirmó que «después de innumerables títulos que abarcan varias plataformas, podemos tener el mejor videojuego de Dragon Ball Z hasta la fecha».
Sin embargo, algunos críticos no estaban tan contentos con el videojuego en general. Anthony Gallegos de 1UP.com quedó impresionado por el videojuego al principio, pero finalmente quedó desilusionado por su falta de innovación. Dale Nardozzi de TeamXbox dijo que muchas de las características del videojuego eran simples. También se quejó sobre el precio de 60 dólares del videojuego, indicando que la jugabilidad no justificaba el costo del videojuego. Recomendó que a los consumidores les iría mejor si el videojuego fuera un canje, un alquiler o un préstamo de un fan de DBZ.